# Declinació (astronomia)

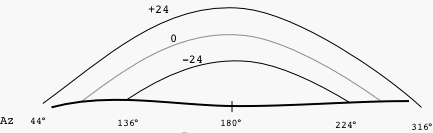
Declinació solar. La trajectòria del Sol per l'esfera celeste canvia amb la seva declinació al llarg de l'any. Aquí es pot veure en l'eix horitzontal l'azimut (en ºN) on el Sol surt i es pon a l'estiu i a l'hivern (solsticis), per a un observador a 56°N.

La declinació és la distància angular d'un astre sobre l'equador celeste, mesura equivalent a la latitud sobre la Terra; es mesura entre 0° i ±90° (positiva si va cap al pol nord celeste i negativa en la direcció del pol sud celeste). La declinació és una de les coordenades equatorials, junt amb l'ascensió recta, amb les quals hom pot determinar i conèixer la posició d'un astre sobre l'esfera celeste.
Una vegada obtinguda la declinació, el valor obtingut serà la declinació aparent i, si es desitja conèixer la declinació real, és necessari tenir en compte les correccions degudes a la paral·laxi i aberració anuals, la precessió i la nutació. A més, si l'astre pertany al sistema solar, caldrà tenir en consideració el valor de la paral·laxi diürna. S'acostuma a representar amb el símbol δ.

## Etimologia
L'arrel de la paraula declinació (llatí, declinatio ) significa "inclinació cap avall" o "inclinació cap avall". Prové de la mateixa arrel que les paraules incline ("inclinar-se cap endavant") i recline ("inclinar-se cap enrere").
En alguns textos astronòmics dels segles XVIII i XIX, la declinació es dona com a Distància al Pol Nord (NPD), que equival a 90° (declinació). Per exemple, un objecte marcat com a declinació −5 tindria un NPD de 95, i una declinació de −90 (el pol sud celeste) tindria un NPD de 180.

## Explicació

Coordenades celestes equatorials (vermelles) i horitzontals (blaves).

La declinació en astronomia és comparable a la latitud geogràfica, projectada a l'esfera celeste, i l'ascensió recta és igualment comparable a la longitud.
Els punts al nord de l'equador celeste tenen declinacions positives, mentre que els del sud tenen declinacions negatives. Qualsevol unitat de mesura angular es pot utilitzar per a la declinació, però normalment es mesura en els graus (°), minuts (′) i segons (″) de mesura sexagesimal, amb 90° equivalent a un quart de cercle. No es produeixen declinacions amb magnituds superiors a 90°, perquè els pols són els punts més al nord i més al sud de l'esfera celeste.
Un objecte al
- l'equador celeste té una declinació de 0°
- pol nord celeste té una declinació de +90°
- pol celeste sud té una declinació de −90°

El signe s'acostuma a incloure ja sigui positiu o negatiu.

## Efectes de la precessió
L'eix de la Terra gira lentament cap a l'oest al voltant dels pols de l'eclíptica, completant un circuit en uns 26.000 anys. Aquest efecte, conegut com a precessió, fa que les coordenades dels objectes celestes estacionaris canviïn contínuament, encara que de forma lenta. Per tant, les coordenades equatorials (inclosa la declinació) són inherentment relatives a l'any de la seva observació, i els astrònoms les especifiquen amb referència a un any concret, conegut com a època. Les coordenades de diferents èpoques s'han de girar matemàticament perquè coincideixin entre si, o per coincidir amb una època estàndard.
L'època estàndard utilitzada actualment és J2000.0, que és l'1 de gener de 2000 a les 12:00 TT. El prefix "J" indica que és una època juliana. Abans de J2000.0, els astrònoms utilitzaven les successives Èpoques besselianes B1875.0, B1900.0 i B1950.0.

## Estrelles
La direcció d'una estrella roman gairebé fixa a causa de la gran distància que hi ha des de la Terra, però la seva ascensió recta i declinació canvien gradualment a causa de la precessió dels equinoccis i el moviment propi, i cíclicament a causa de la paral·laxi anual. Les declinacions dels objectes del Sistema Solar canvien molt ràpidament en comparació amb les de les estrelles, a causa del moviment orbital i la proximitat.
Vist des de l'hemisferi nord de la Terra, els objectes celestes amb declinacions superiors a 90° − φ (on φ = la latitud de l'observador) sembla que giren diàriament al voltant del pol celeste sense baixar per sota de l'horitzó, i per això s'anomenen estrelles circumpolars. Això passa de manera similar a l'hemisferi sud per a objectes amb declinacions menors (és a dir, més negatives) que −90°. − φ (on φ és sempre un nombre negatiu per a les latituds meridionals). Un exemple extrem és l'estrella polar, que té una declinació propera a +90°, per la qual cosa és circumpolar vista des de qualsevol lloc de l'hemisferi nord excepte molt a prop de l'equador.
Les estrelles circumpolars mai no baixen per sota de l'horitzó. Per contra, hi ha altres estrelles que mai s'eleven per sobre de l'horitzó, vistes des de qualsevol punt de la superfície de la Terra (excepte extremadament a prop de l'equador). En terreny pla, la distància ha de ser aproximadament de 2 km, tot i que això varia segons l'altitud de l'observador i el terreny circumdant). Generalment, si una estrella la declinació de la qual és δ és circumpolar per a algun observador (on δ és positiu o negatiu), aleshores una estrella la declinació de la qual és δ mai s'eleva per sobre de l'horitzó, tal com la veu el mateix observador. (Això ignora l'efecte de la refracció atmosfèrica). De la mateixa manera, si una estrella és circumpolar per a un observador a la latitud φ, aleshores mai s'eleva per sobre de l'horitzó tal com la veu un observador a la latitud φ .
Si es negligeix la refracció atmosfèrica, per a un observador a l'equador, la declinació sempre és de 0° en els punts est i oest de l'horitzó. Al punt nord, és de 90° − | φ |, i al punt sud, −90° + | φ |. Des dels pols, la declinació és uniforme al voltant de tot l'horitzó, aproximadament 0°.
| Visibilitat de les estrelles per latitud |                                       |                                 |                                       |
| Latitud de l'observador (°)              | Declinació                            | Declinació                      | Declinació                            |
| Latitud de l'observador (°)              | d'estrelles circumpolars (°)          | d'estrelles no circumpolars (°) | d'estrelles no visibles (°)           |
| Latitud de l'observador (°)              | + per a la latitud nord, − per al sud |                                 | − per a la latitud nord, + per al sud |
| 90 ( Pol )                               | 90 a 0                                | De 0 a 90                       |                                       |
| 66.5 ( Àrtic / Cercle Polar Antàrtic )   | 90 a 23,5                             | +23,5 a −23,5                   | 23,5 a 90                             |
| 45 ( punt mig )                          | 90 a 45                               | +45 a −45                       | 45 a 90                               |
| 23.5 ( Tròpic de Càncer / Capricorn )    | 90 a 66,5                             | +66,5 a −66,5                   | 66,5 a 90                             |
| 0 ( Equador )                            |                                       | +90 a −90                       |                                       |

Les estrelles no circumpolars només són visibles durant certs dies o estacions de l'any.

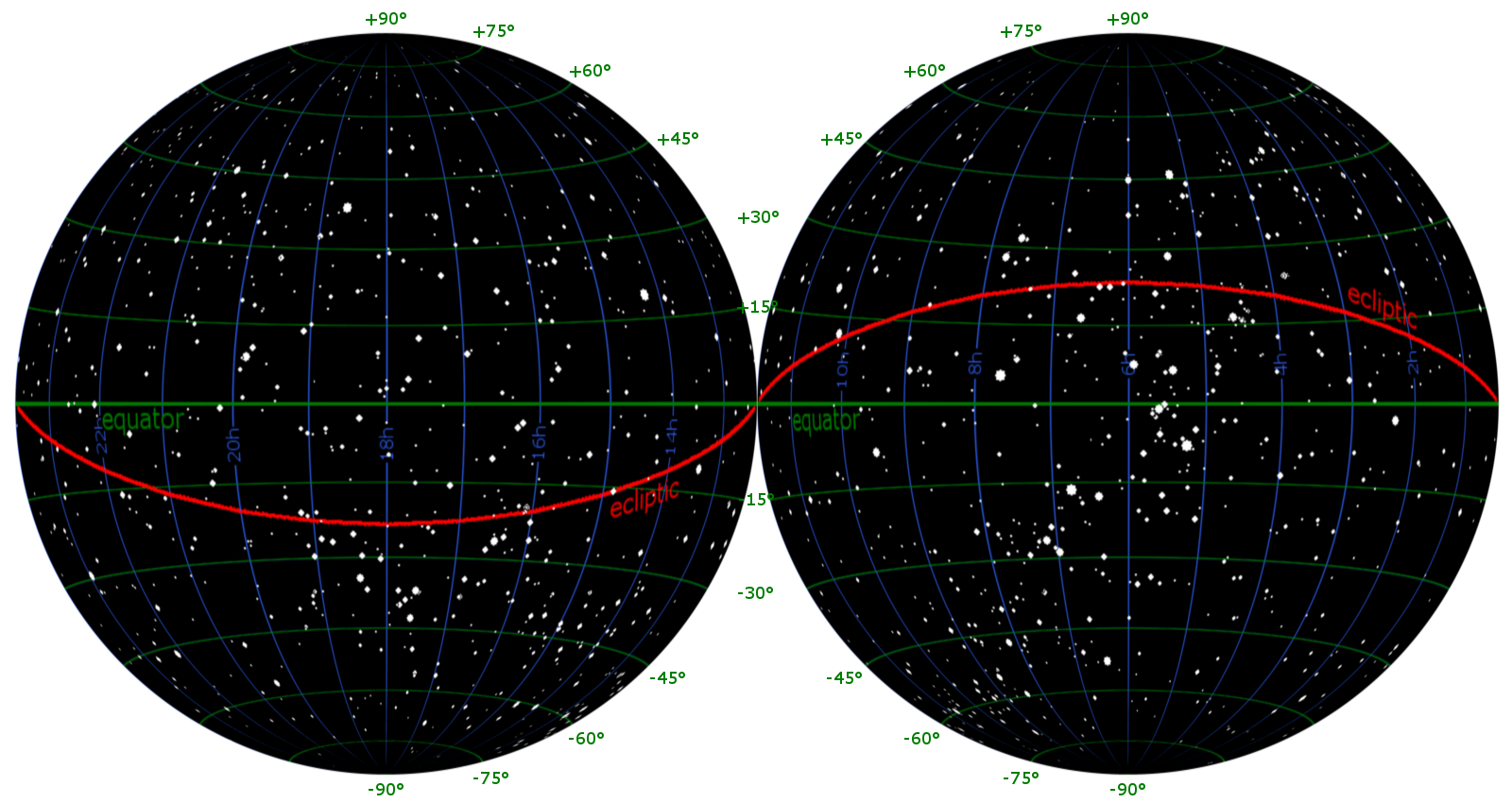
El cel nocturn, dividit en dues meitats. La declinació (verd) comença a l'equador (verd) i és positiva cap al nord (cap a dalt), negativa cap al sud (cap a baix). Les línies d'ascensió recta (blau) divideixen el cel en cercles màxims, aquí separats per 1 hora.

## Declinació del Sol
La declinació i l'ascensió recta del Sol canvien al llarg de l'any a causa de la rotació de la Terra al voltant del Sol. En el moment de l'equinocci de primavera, la declinació del Sol i la seva ascensió recta són iguals a zero. Després d'això, la declinació del Sol comença a augmentar i arriba al seu valor màxim -23°26'- en el moment del solstici d'estiu, i en aquest moment la seva ascensió recta és de 6h. Després d'això, comença a disminuir: en el moment de l'equinocci de tardor, la declinació torna a ser igual a zero, i l'ascensió recta és de 12h. En el moment del solstici d'hivern, la declinació arriba al seu mínim - −23°26′ (l'ascensió recta és de 18h), després del qual torna a augmentar i arriba a zero en el moment de l'equinocci de primavera. Així, en diferents estacions, les hores de llum varien, i a les regions subpolars hi ha dies polars i nits polars.

## Relació amb la latitud
Quan un objecte es troba directament a sobre, la seva declinació és gairebé sempre dins dels 0,01 graus de la latitud de l'observador; seria exactament igual excepte per dues complicacions.
La primera complicació s'aplica a tots els objectes celestes: la declinació de l'objecte és igual a la latitud astronòmica de l'observador, però el terme "latitud" normalment significa latitud geodèsica, que és la latitud dels mapes i dels dispositius GPS. Als Estats Units continentals i l'àrea circumdant, la diferència (la desviació vertical) sol ser d'uns pocs segons d'arc (1 segon d'arc = 13600 d'un grau), però pot arribar a 41 segons d'arc.
La segona complicació és que, assumir que no hi ha cap desviació de la vertical, "superior" significa perpendicular a l'el·lipsoide a la ubicació de l'observador, però la línia perpendicular no passa pel centre de la Terra; els almanacs proporcionen declinacions mesurades al centre de la Terra. (Un el·lipsoide és una aproximació al nivell del mar que es pot gestionar matemàticament).